# Австро-італійська війна (1866)
Австро-італійська війна 1866 року, також знана як Третя війна за незалежність Італії (італ. Terza guerra di indipendenza italiana) — військовий конфлікт між Італійським королівством, яке підтримувало Пруссію, з однієї сторони та Австрійською імперією з іншої. Внаслідок успіхів у війні Італії вдалось приєднати Венецію та Рим.

## Передумови війни
В результаті австро-італо-французької війни 1859 року і революції 1859—1860 Італія була переважно об'єднана. Неприєднаними залишилися лише Венеційська область, яку контролювала Австрія, та Рим, що знаходився під владою папи. Готуючися до війни Італія, уклала з Пруссією союз. Прусський канцлер, Отто фон Бісмарк, хотів заручитися підтримкою Італії у війні з Австрією. 8 квітня 1866 року між Італією та Пруссією була укладена секретна угода, за якою сторони зобов'язувалися не припиняти військових дій, доки Італія не отримає Венеційську область, а Пруссія рівноцінні території в Німеччині. Згідно з домовленістю 16 червня 1866 року Пруссія першою розпочала бойові дії проти Австрії.

## Хід війни
20 червня італійські війська (близько 250 тисяч) вступили у Венеційську область, яку обороняла значно менша австрійська армія (близько 140 тисяч) під керівництвом ерцгерцога Альбрехта. 24 червня італійські війська під командуванням генерала Ла Мармори зазнали важкої поразки в битві при Кустоці, втративши 7 тисяч чоловік вбитими та пораненими і 3 тисячі полоненими. Лише корпус Джузеппе Гарібальді перемагав і швидко просувався в Південний Тіроль. 3 липня 1866 року австрійська армія була розбита прусаками в битві під Садовою. Поразка австрійців дозволила італійцям з 8 липня знову перейти в наступ. Вийшов у море й італійський флот під орудою адмірала Персано, який до того часу стояв в Анконі. 20 липня в бою біля острова Лісса австрійський флот розбив італійський. За посередництва Наполеона ІІІ 26 липня Пруссія без попереднього узгодження з Італією уклала з Австрією перемир'я. Савойська династія погодилася на мирні умови, продиктовані Наполеоном ІІІ та Бісмарком. 10 серпня між Італією та Австрією було укладене перемир'я.

## Наслідки
3 жовтня 1866 року у Відні був укладений мирний договір за яким Австрія поступалася Венеційською областю Наполеону ІІІ, а той передавав її італійському королівству. 21 жовтня 1866 року у Венеційській області був проведений плебісцит за яким вона ввійшла до Італійського королівства. Трієст, Трентіно та Південний Тіроль, звільнені загонами Гарібальді, австрійці зберегли і володіли ними до кінця Першої Світової війни.